# Essais sur la théorie de la science
Essais sur la théorie de la science est un recueil posthume d'articles du sociologue allemand Max Weber. Les articles qui le composent furent publiés en revues entre 1904 et 1917. La traduction française due à Julien Freund, parue en 1965, n'est que partielle[réf. souhaitée].

## Contenus
Le recueil français contient essentiellement une présentation par Julien Freund et les quatre essais :
- L'objectivité de la connaissance dans les sciences et la politique sociales (Die Objektivität sozialwissenschaftlicher und sozialpolitischer Erkenntnis (1904)) ;
- Études critiques pour servir à la logique des sciences de la culture  (Kritische Studien auf dem Gebiet der kulturwissenschaftlichen Logik (1906)) ;
- Essai sur quelques catégories de la sociologie compréhensive (Ueber einige Kategorien der verstehenden Soziologi (1913)) ;
- Essai sur le sens de la « neutralité axiologique » dans les sciences sociologiques et économiques (Der Sinn der »Wertfreiheit« der soziologischen und ökonomischen Wissenschaften (1917)).

## Éditions
- (de) Max Weber, Gesammelte Aufsätze zur Wissenschaftslehre, Tübingen, J.C.B. Mohr, 1922 (lire en ligne)
- Max Weber (trad. de l'allemand par Julien Freund), Essais sur la théorie de la science, Plon, 1965, 541 p. (présentation en ligne, lire en ligne)
- Max Weber (trad. de l'allemand par Julien Freund), Essais sur la théorie de la science, Pocket, coll. « Agora », 1992 (1re éd. 1965), 478 p. (EAN 9782266048477)